# Férfi kormányos nélküli négyes evezés a 2008. évi nyári olimpiai játékokon
A 2008. évi nyári olimpiai játékokon az evezés férfi kormányos nélküli négyes versenyszámát augusztus 9. és augusztus 16. között rendezték a Shunyi evezőspályán.

## Eredmények
Az idők másodpercben értendők. A rövidítések jelentése a következő:
- QS: Elődöntőbe jutás helyezés alapján
- QA: Az A-döntőbe jutás helyezés alapján
- QB: A B-döntőbe jutás helyezés alapján

### Előfutamok
Három előfutamot rendeztek, öt, illetve négy-négy hajóval. Az első három helyezett automatikusan az elődöntőbe került, a többiek a reményfutamba.
| Helyezés | Nemzet                                                                                               | Idő      | Mj       |
| 1. futam | 1. futam                                                                                             | 1. futam | 1. futam |
| -------- | --- | -------- | -------- |
| 1.       | Nagy-Britannia (GBR) · Tom James, Steve Williams, Pete Reed, Andrew Triggs Hodge                     | 6:00,59  | QS       |
| 2.       | Olaszország (ITA) · Lorenzo Carboncini, Carlo Mornati, Niccolo Mornati, Alessio Sartori              | 6:02,84  | QS       |
| 3.       | Egyesült Államok (USA) · David Banks, Paul Teti, Giuseppe Lanzone, Brett Newlin                      | 6:03,96  | QS       |
| 4.       | Kína (CHN) · Csang Hszing-po, Csao Lin-csüan, Kuo Kang, Szung Kaj                                    | 6:09,64  |          |
| 5.       | Fehéroroszország (BLR) · Andrej Dzjamjanyenka, Aljakszandr Kazubovszki, Vadzim Ljalin, Javhen Noszav | 6:12,63  |          |
| 2. futam | |          |          |
| 1.       | Hollandia (NED) · Geert Cirkel, Jan-Willem Gabriëls, Matthijs Vellenga, Gijs Vermeulen               | 6:00,50  | QS       |
| 2.       | Új-Zéland (NZL) · Carl Meyer, James Dallinger, Eric Murray, Hamish Bond                              | 6:00,73  | QS       |
| 3.       | Szlovénia (SLO) · Rok Kolander, Miha Pirih, Tomaž Pirih, Rok Rozman                                  | 6:03,78  | QS       |
| 4.       | Csehország (CZE) · Milan Bruncvik, Jan Gruber, Michal Horvath, Karel Neffe, Jr.                      | 6:10,36  |          |
| 3. futam | |          |          |
| 1.       | Ausztrália (AUS) · Matt Ryan, James Marburg, Cameron McKenzie-McHarg, Francis Hegerty                | 6:00,40  | QS       |
| 2.       | Németország (GER) · Gregor Hauffe, Toni Seifert, Urs Käufer, Filip Adamski                           | 6:00,95  | QS       |
| 3.       | Írország (IRL) · Sean Casey, Jonno Devlin, Cormac Folan, Sean O’Neill                                | 6:02,85  | QS       |
| 4.       | Franciaország (FRA) · Germain Chardin, Julien Despres, Dorian Mortelette, Benjamin Rondeau           | 6:05,00  |          |

### Reményfutam
A reményfutamot négy résztvevővel rendezték. Az első három helyezett bejutott az elődöntőbe, a negyedik helyezett kiesett.
| Helyezés | Nemzet                                                                                               | Idő     | Mj |
| -------- | --- | ------- | -- |
| 1.       | Csehország (CZE) · Milan Bruncvik, Jan Gruber, Michal Horvath, Karel Neffe, Jr.                      | 5:58,69 | QS |
| 2.       | Franciaország (FRA) · Germain Chardin, Julien Despres, Dorian Mortelette, Benjamin Rondeau           | 6:00,01 | QS |
| 3.       | Fehéroroszország (BLR) · Andrej Dzjamjanyenka, Aljakszandr Kazubovszki, Vadzim Ljalin, Javhen Noszav | 6:00,44 | QS |
| 4.       | Kína (CHN) · Csang Hszing-po, Csao Lin-csüan, Kuo Kang, Szung Kaj                                    | 6:02,37 |    |

### Elődöntők
Két elődöntőt rendeztek, hat-hat részvevővel. Az első három helyezett bejutott az A-döntőbe, a többiek a B-döntőbe kerültek.
| Helyezés | Nemzet                                                                                     | Idő      | Mj       |
| 1. futam | 1. futam                                                                                   | 1. futam | 1. futam |
| -------- | ------------------------------------------------------------------------------------------ | -------- | -------- |
| 1.       | Nagy-Britannia (GBR) · Tom James, Steve Williams, Pete Reed, Andrew Triggs Hodge           | 5:54,77  | QA       |
| 2.       | Ausztrália (AUS) · Matt Ryan, James Marburg, Cameron McKenzie-McHarg, Francis Hegerty      | 5:56,20  | QA       |
| 3.       | Franciaország (FRA) · Germain Chardin, Julien Despres, Dorian Mortelette, Benjamin Rondeau | 5:56,73  | QA       |
| 4.       | Új-Zéland (NZL) · Carl Meyer, James Dallinger, Eric Murray, Hamish Bond                    | 5:57,31  | QB       |
| 5.       | Egyesült Államok (USA) · David Banks, Paul Teti, Giuseppe Lanzone, Brett Newlin            | 5:57,52  | QB       |
| 6.       | Írország (IRL) · Sean Casey, Jonno Devlin, Cormac Folan, Sean O’Neill                      | 5:58,14  | QB       |

| Helyezés | Nemzet                                                                                               | Idő      | Mj       |
| 2. futam | 2. futam                                                                                             | 2. futam | 2. futam |
| -------- | --- | -------- | -------- |
| 1.       | Szlovénia (SLO) · Rok Kolander, Miha Pirih, Tomaž Pirih, Rok Rozman                                  | 5:56,08  | QA       |
| 2.       | Csehország (CZE) · Milan Bruncvik, Jan Gruber, Michal Horvath, Karel Neffe, Jr.                      | 5:58,02  | QA       |
| 3.       | Németország (GER) · Gregor Hauffe, Toni Seifert, Urs Käufer, Filip Adamski                           | 5:58,72  | QA       |
| 4.       | Hollandia (NED) · Geert Cirkel, Jan-Willem Gabriëls, Matthijs Vellenga, Gijs Vermeulen               | 6:02,46  | QB       |
| 5.       | Fehéroroszország (BLR) · Andrej Dzjamjanyenka, Aljakszandr Kazubovszki, Vadzim Ljalin, Javhen Noszav | 6:02,79  | QB       |
| 6.       | Olaszország (ITA) · Lorenzo Carboncini, Carlo Mornati, Niccolo Mornati, Alessio Sartori              | 6:05,21  | QB       |

### Döntők

#### B-döntő
A B-döntőt hat egységgel rendezték. A futam első helyezettje összesítésben a hetedik helyen végzett.
| Helyezés (Összesített) | Nemzet                                                                                               | Idő     |
| ---------------------- | --- | ------- |
| 1. (7.)                | Új-Zéland (NZL) · Carl Meyer, James Dallinger, Eric Murray, Hamish Bond                              | 6:06,30 |
| 2. (8.)                | Hollandia (NED) · Geert Cirkel, Jan-Willem Gabriëls, Matthijs Vellenga, Gijs Vermeulen               | 6:06,37 |
| 3. (9.)                | Egyesült Államok (USA) · David Banks, Paul Teti, Giuseppe Lanzone, Brett Newlin                      | 6:07,17 |
| 4. (10.)               | Írország (IRL) · Sean Casey, Jonno Devlin, Cormac Folan, Sean O’Neill                                | 6:07,97 |
| 5. (11.)               | Olaszország (ITA) · Lorenzo Carboncini, Carlo Mornati, Niccolo Mornati, Alessio Sartori              | 6:08,77 |
| 6. (12.)               | Fehéroroszország (BLR) · Andrej Dzjamjanyenka, Aljakszandr Kazubovszki, Vadzim Ljalin, Javhen Noszav | 6:12,54 |

#### A-döntő
Az A-döntőt hat résztvevővel rendezték.
| Helyezés | Nemzet                                                                                     | Idő     |
| -------- | ------------------------------------------------------------------------------------------ | ------- |
| Arany    | Nagy-Britannia (GBR) · Tom James, Steve Williams, Pete Reed, Andrew Triggs Hodge           | 6:06,57 |
| Ezüst    | Ausztrália (AUS) · Matt Ryan, James Marburg, Cameron McKenzie-McHarg, Francis Hegerty      | 6:07,85 |
| Bronz    | Franciaország (FRA) · Germain Chardin, Julien Despres, Dorian Mortelette, Benjamin Rondeau | 6:09,31 |
| 4.       | Szlovénia (SLO) · Rok Kolander, Miha Pirih, Tomaž Pirih, Rok Rozman                        | 6:11,62 |
| 5.       | Csehország (CZE) · Milan Bruncvik, Jan Gruber, Michal Horvath, Karel Neffe, Jr.            | 6:16,56 |
| 6.       | Németország (GER) · Jochen Urban, Richard Schmidt, Urs Käufer, Gregor Hauffe               | 6:19,63 |